# 에두아르트 한슬리크

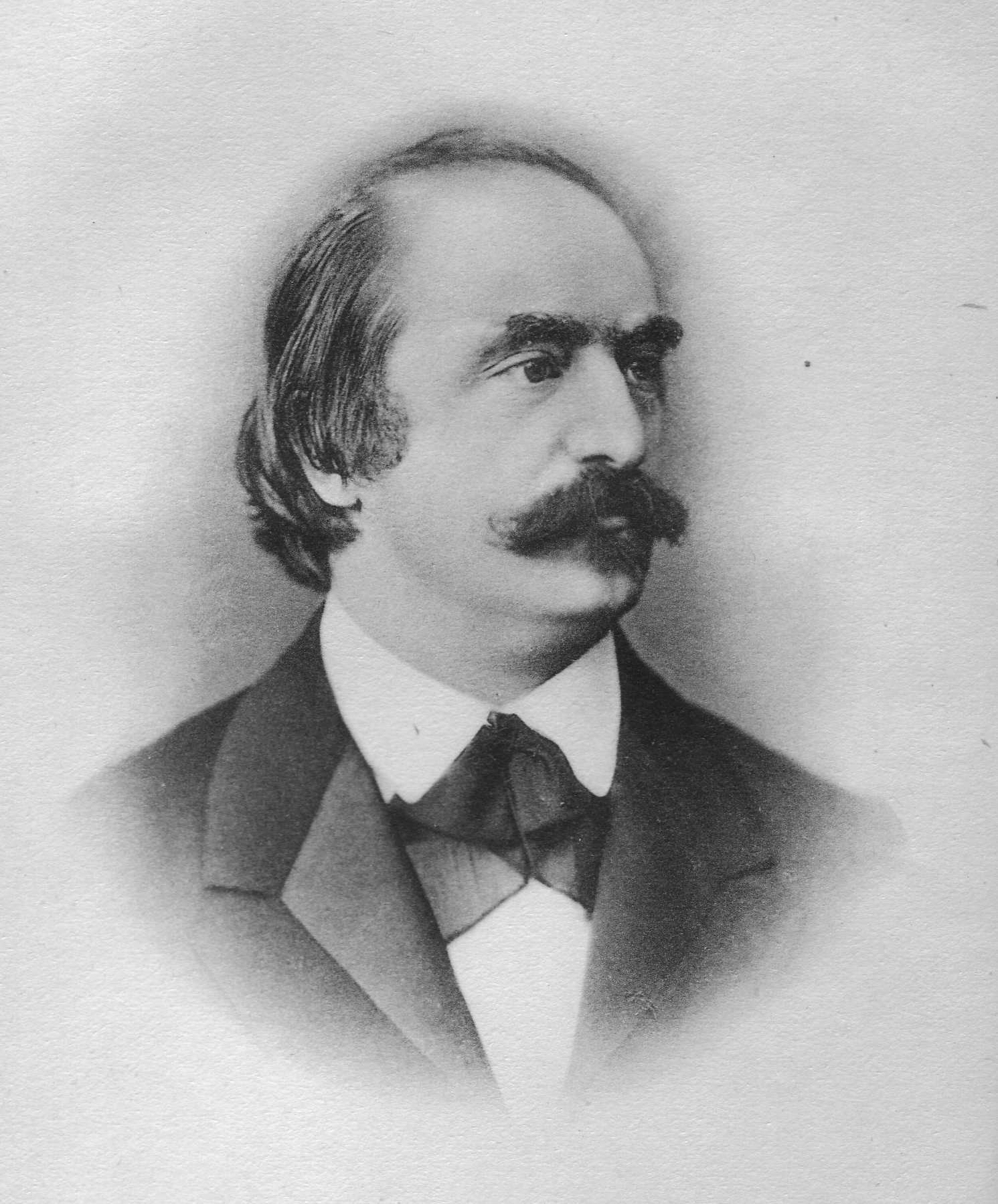
에두아르트 한슬리크

에두아르트 한슬리크(Eduard Hanslick, 1825년 9월 11일 ~ 1904년 8월 6일)는 체코 프라하 태생의 오스트리아 음악사학자이자 음악 평론가이다. 신문사의 음악 기자가 되어 후에 빈에서 음악 평론가로 활약했다. 1861년부터는 빈 대학교 인문대학 음악사학과 교수로 활동했다.
리하르트 바그너, 브루크너 등의 예술에 반항하여 신고전주의를 지지했다. 감정ㆍ감상을 배척한 형식주의를 주창하여 음악의 절대성을 논하였다.《음악미론 Vom Musikalish-Schönen(1858)》을 저술하여 당시 음악계에 커다란 파란을 일으켰다.